# Christophe Cocard
Pour les articles homonymes, voir Cocard.
 (avril 2017).
Christophe Cocard est un footballeur français né le 23 novembre 1967 à Bernay (Eure). Son poste de prédilection était ailier droit. Il compte neuf sélections en équipe de France de football entre 1989 et 1995.

## Biographie
Natif de Bernay dans l'Eure, Christophe Cocard fait ses débuts footballistiques à l'AS Broglie avant de partir à l'Évreux AC. Jean-Pierre Stranik, l'entraîneur ébroïcien, le fait débuter en équipe première en Division 3 dès l'âge de 16 ans. Arrivé à l'AJ Auxerre en 1987, il participe l'ascension du club icaunais, jusqu'à la consécration en 1996 avec le doublé coupe-championnat. Sur le plan européen, il participe à la demi-finale retour de la Coupe de l'UEFA en 1993, perdue aux tirs au but (6-5) contre le Borussia Dortmund au stade de l'Abbé-Deschamps (les Auxerrois avaient perdu 2-0 à Dortmund, avant de refaire leur retard chez eux et donc d'échouer lors de la séance des tirs au but). Il part pour l'Olympique lyonnais en 1996, ne disputant pas la Ligue des champions la saison suivante avec le club bourguignon.
Christophe Cocard reste trois saisons à l'OL, alors encore second couteau du championnat, mais ne connaît pas la même réussite personnelle qu'à Auxerre. En 1999, la politique sportive de plus en plus ambitieuse de Jean-Michel Aulas pour son club et malgré une troisième place en championnat et un quart de finale de Coupe de l'UEFA, le contraint à partir de Lyon, concurrencé à son poste par l'arrivée de Sonny Anderson. Christophe Cocard s'exile en Écosse du côté de Kilmarnock. Après trois saisons, il arrête sa carrière professionnelle, sa seule piste étant la Chine.
En équipe nationale, révélation du championnat à ses débuts, il devient vite international espoirs, avant que Michel Platini le lance en A le 29 avril 1989 au Parc des Princes à Paris face à la Yougoslavie en éliminatoires de la Coupe du monde. Huit autres sélections suivront jusqu'où 6 septembre 1995 et la victoire record (10-0) contre l'Azerbaïdjan, où il marque son seul et unique but en équipe nationale, après être entré en jeu. Il sera de l'aventure en Suède pour l'Euro 92.
En janvier 2006, il est candidat au BEES 2e degré, mais ne l'obtient pas.
Il est actuellement[Quand ?] gérant d'un centre de football en salle à Salon-de-Provence et un autre à Nîmes (toujours ouvert en 2022).

## Palmarès

### En club
- Champion de France en 1996 avec l'AJ Auxerre
- Vainqueur de la Coupe de France en 1994 et en 1996 avec l'AJ Auxerre
- Vainqueur de la Coupe Intertoto en 1997  avec l'Olympique lyonnais
- Champion de Provence de Promotion d'Honneur (groupe B) en 2011 avec le FC Salon
- Finaliste de la Coupe de la ligue écossaise en 2001 avec Kilmarnock FC
- Demi-Finaliste de la Coupe de l'UEFA en 1993 avec l'AJ Auxerre

### En équipe de France
- 9 sélections et 1 but entre 1989 et 1995
- Participation au Championnat d'Europe des Nations en 1992 (Premier tour)

### Records
- Membre de l'équipe de France alignant 19 matchs sans défaite entre mars 1989 et le 19 février 1992
- Membre de l'équipe de France alignant 30 matchs sans défaite entre février 1994 et octobre 1996
- Membre de l'équipe de France remportant tous ses matchs éliminatoires à l'Euro 1992 (une première en Europe)

## Statistiques et repères
Les statistiques détaillées de Christophe Cocard sont les suivantes :
| Saison    | Club               | Pays | Championnat             | Championnat | Championnat | Coupe Nationale | Coupe Nationale | Coupe de la Ligue | Coupe de la Ligue | Coupe d’Europe | Coupe d’Europe | Coupe d’Europe | France | France | TOTAL  | TOTAL |
| Saison    | Club               | Pays | Division                | Matchs      | Buts        | Matchs          | Buts            | Matchs            | Buts              | Coupe          | Matchs         | Buts           | Matchs | Buts   | Matchs | Buts  |
| --------- | ------------------ | ---- | ----------------------- | ----------- | ----------- | --------------- | --------------- | ----------------- | ----------------- | -------------- | -------------- | -------------- | ------ | ------ | ------ | ----- |
| 1987-1988 | AJ Auxerre         |      | Division 1              | 5           | 1           | 1               | 0               | -                 | -                 | -              | -              | -              | -      | -      | 6      | 1     |
| 1988-1989 | AJ Auxerre         |      | Division 1              | 34          | 6           | 8               | 1               | -                 | -                 | -              | -              | -              | 1      | 0      | 43     | 7     |
| 1989-1990 | AJ Auxerre         |      | Division 1              | 32          | 4           | 2               | 0               | -                 | -                 | C3             | 9              | 2              | -      | -      | 43     | 6     |
| 1990-1991 | AJ Auxerre         |      | Division 1              | 38          | 10          | 3               | 1               | -                 | -                 | -              | -              | -              | 1      | 0      | 42     | 11    |
| 1991-1992 | AJ Auxerre         |      | Division 1              | 37          | 11          | 2               | 0               | -                 | -                 | C3             | 4              | 1              | 3      | 0      | 46     | 12    |
| 1992-1993 | AJ Auxerre         |      | Division 1              | 35          | 5           | 1               | 0               | -                 | -                 | C3             | 10             | 3              | 1      | 0      | 47     | 8     |
| 1993-1994 | AJ Auxerre         |      | Division 1              | 36          | 12          | 6               | 2               | -                 | -                 | C3             | 1              | 0              | 1      | 0      | 44     | 14    |
| 1994-1995 | AJ Auxerre         |      | Division 1              | 11          | 5           | 3               | 1               | -                 | -                 | C2             | 2              | 0              | -      | -      | 16     | 6     |
| 1995-1996 | AJ Auxerre         |      | Division 1              | 32          | 6           | 6               | 2               | 1                 | 0                 | C3             | 3              | 0              | 2      | 1      | 44     | 9     |
| 1996-1997 | Olympique lyonnais |      | Division 1              | 30          | 4           | 2               | 0               | 1                 | 0                 | C3             | 2              | 0              | -      | -      | 35     | 4     |
| 1997-1998 | Olympique lyonnais |      | Division 1              | 31          | 3           | 6               | 1               | -                 | -                 | CI + C3        | 7+1            | 1+0            | -      | -      | 45     | 5     |
| 1998-1999 | Olympique lyonnais |      | Division 1              | 26          | 4           | 2               | 0               | -                 | -                 | C3             | 5              | 1              | -      | -      | 33     | 5     |
| 1999-2000 | Kilmarnock FC      |      | Scottish Premier League | 25          | 8           | 2               | 0               | 0                 | 0                 | -              | -              | -              | -      | -      | 28     | 8     |
| 1999-2000 | Kilmarnock FC      |      | Scottish Premier League | 33          | 4           | 4               | 0               | 3                 | 0                 | -              | -              | -              | -      | -      | 40     | 4     |
| 1999-2000 | Kilmarnock FC      |      | Scottish Premier League | 10          | 1           | 0               | 0               | 0                 | 0                 | C3             | 3              | 0              | -      | -      | 13     | 1     |
|           |                    |      | TOTAL                   | 415         | 84          | 47              | 8               | 5                 | 0                 |                | 47             | 8              | 9      | 1      | 523    | 101   |

- 347 matches et 71 buts en Division 1
- 68 matchs et 13 buts en Scottish Premier League
- 2 matches en Coupe d'Europe des Vainqueurs de Coupe
- 40 matches et 7 buts en Coupe de l'UEFA
- 7 matches et 1 but en Coupe Intertoto
- 1er match en Division 1 : AS Saint-Étienne - AJ Auxerre (2-1), le 22 août 1987
- 1re sélection en Équipe de France : France - Yougoslavie (0-0), le 29 avril 1989 à Paris
- 1er but  en Équipe de France : France - Azerbaïdjan (10-0), le 6 septembre 1995

### Buts internationaux
| 0#  | Date             | Lieu                                       | Compétition                  | Résultat | Adversaire  | Détail | Détail         | Détail | Sél. |
| --- | ---------------- | ------------------------------------------ | ---------------------------- | -------- | ----------- | ------ | -------------- | ------ | ---- |
| 1er | 6 septembre 1995 | Stade de l'Abbé-Deschamps, Auxerre, France | Éliminatoires de l'Euro 1996 | V 10 - 0 | Azerbaïdjan | 90e    | du pied gauche | 10-0   | 9e   |

### Matchs internationaux
| Matchs internationaux de Christophe Cocard | Matchs internationaux de Christophe Cocard | Matchs internationaux de Christophe Cocard       | Matchs internationaux de Christophe Cocard | Matchs internationaux de Christophe Cocard | Matchs internationaux de Christophe Cocard | Matchs internationaux de Christophe Cocard                                  |
| #                                          | Date                                       | Lieu                                             | Adversaire                                 | Résultat                                   | Compétition                                | Notes                                                                       |
| ------------------------------------------ | ------------------------------------------ | ------------------------------------------------ | ------------------------------------------ | ------------------------------------------ | ------------------------------------------ | --------------------------------------------------------------------------- |
| 1                                          | 29 avril 1989                              | Parc des Princes, Paris, France                  | Yougoslavie                                | N 0 - 0                                    | Éliminatoires de la Coupe du monde 1990    | Entre en jeu à la place de Jean-Philippe Durand à la 46e minute.            |
| 2                                          | 30 mars 1991                               | Parc des Princes, Paris, France                  | Albanie                                    | V 5 - 0                                    | Éliminatoires de l'Euro 1992               | Titulaire.                                                                  |
| 3                                          | 4 septembre 1991                           | Tehelné pole, Bratislava, Tchécoslovaquie        | Tchécoslovaquie                            | V 2 - 1                                    | Éliminatoires de l'Euro 1992               | Titulaire, remplacé par Christian Perez à la 46e minute.                    |
| 4                                          | 27 mai 1992                                | Stade olympique de la Pontaise, Lausanne, Suisse | Suisse                                     | D 1 - 2                                    | Match amical                               | Entre en jeu à la place d'Éric Cantona à la 46e minute.                     |
| 5                                          | 17 juin 1992                               | Malmö Stadion, Malmö, Suède                      | Danemark                                   | D 1 - 2                                    | Premier tour de l'Euro 1992                | Entre en jeu à la place de Christian Perez à la 81e minute.                 |
| 6                                          | 26 août 1992                               | Parc des Princes, Paris, France                  | Brésil                                     | D 0 - 2                                    | Match amical                               | Titulaire, remplacé par Pascal Vahirua à la 65e minute.                     |
| 7                                          | 22 mars 1994                               | Stade de Gerland, Lyon, France                   | Chili                                      | V 3 - 1                                    | Match amical                               | Titulaire.                                                                  |
| 8                                          | 22 juillet 1995                            | Ullevaal Stadion, Oslo, Norvège                  | Norvège                                    | V 0 - 0                                    | Match amical                               | Titulaire, remplacé par Corentin Martins à la 73e minute.                   |
| 9                                          | 6 septembre 1995                           | Stade de l'Abbé-Deschamps, Auxerre, France       | Azerbaïdjan                                | V 10 - 0                                   | Éliminatoires de l'Euro 1996               | Entre en jeu à la place de Christophe Dugarry à la 70e minute, puis buteur. |